# Grosseto Baseball
El Grosseto Baseball es un equipo italiano de béisbol profesional, con sede en el estadio "Roberto Jannella" de la ciudad de Grosseto y que participa en la temporada regular de la Italian Baseball League. Fue fundado en 1952 al organizar un equipo aficionado que habían dejado las fuerzas de ocupación estadounidenses en los alrededores de la ciudad. Fue promovido a la Serie A por primera vez en 1967, aunque la inestable situación económica del club obligó al equipo a descender y ascender en varias ocasiones. Actualmente se encuentra patrocinado por el Banco Monte dei Paschi di Siena, el más antiguo del mundo.

## Palmarés

### Scudetti (Títulos de Liga)
4 Títulos:
| Año  | Patrocinante              |
| 1986 | Grohe                     |
| 1989 | Mamoli                    |
| 2004 | Prink                     |
| 2006 | Monte dei Paschi di Siena |

### Copas Italia
2 Títulos:
| Año  | Patrocinante |
| 1999 | La Gardenia  |
| 2004 | Prink        |

### Copa Campeones de Europa
1 Título:
| Año  | Patrocinante |
| 1997 | La Gardenia  |

## Roster Temporada 2011

### Receptores
| 9  | Luca Bischeri     |
| 32 | Manuel Gasparri   |
| 4  | David Sonnacchi   |
| 65 | Niccolò Biscontri |

### Lanzadores
| 79 | Yuri Morellini     |
| 60 | Niccolò Badii      |
| 3  | Stefano Capuccini  |
| 50 | Marcos Carvajal    |
| 21 | Lino Luciani       |
| 27 | Chris Cooper       |
| 68 | Yovani D'Amico     |
| 43 | Riccardo De Santis |
| 57 | Jean Granado       |
| 38 | Junior Oberto      |

### Infielders
| 34 | Andrea Sgnaolin   |
| 33 | Luis Pérez        |
| 6  | Alessandro Vaglio |
| 18 | Daniel Bittar     |
| 13 | Luis Maza         |

### Outfielders
| 53 | Leonardo De Donno |
| 5  | Leonardo Mazzanti |
| 11 | Jhonny Carvajal   |
| 2  | Andrea De Santis  |